# Реагент ГТМ-3
Реагент ГТМ-3 (рос. реагент ГТМ-3; англ. reagent ГТМ-3; нім. Reagens n ГТМ-3) – гідрофобний тампонажний матеріал – суміш на основі алкілрезорцинової епоксифенольної смоли (АЕФС 95-99%) із отверджувачем типу поліетиленполіамін (ПЕПА 5-1 %); однорідна темно-коричнева рідина без осаду. Особливість ГТМ-3 – його гідрофобність у вхідному та затвердлому станах, здатність тверднути у прісній та пластових водах, нафтах, органічних рідинах за температур в межах від -5 до +80 °С. 